# Дезерт-В'ю-Гайлендс (Каліфорнія)
Дезерт-В'ю-Гайлендс (англ. Desert View Highlands) — переписна місцевість (CDP) в США, в окрузі Лос-Анджелес штату Каліфорнія. Населення — 2676 осіб (2020).

## Географія
Дезерт-В'ю-Гайлендс розташований за координатами 34°35′25″ пн. ш. 118°9′13″ зх. д. / 34.59028° пн. ш. 118.15361° зх. д. (34.590257, -118.153540).  За даними Бюро перепису населення США в 2010 році переписна місцевість мала площу 1,14 км², уся площа — суходіл.

## Демографія
Згідно з переписом 2010 року, у переписній місцевості мешкало 2360 осіб у 678 домогосподарствах у складі 534 родин. Густота населення становила 2071 особа/км².  Було 764 помешкання (670/км²).
Расовий склад населення:
| - 54,5 % — білих - 7,7 % — чорних або афроамериканців - 2,1 % — азіатів - 1,2 % — корінних американців - 28,3 % — осіб інших рас |

До двох чи більше рас належало 6,1 %. Частка іспаномовних становила 53,1 % від усіх жителів.
За віковим діапазоном населення розподілялося таким чином: 31,6 % — особи молодші 18 років, 59,7 % — особи у віці 18—64 років, 8,7 % — особи у віці 65 років та старші. Медіана віку мешканця становила 31,1 року. На 100 осіб жіночої статі у переписній місцевості припадало 99,2 чоловіків;  на 100 жінок у віці від 18 років та старших — 94,7 чоловіків також старших 18 років.
Середній дохід на одне домашнє господарство  становив 59 992 долари США (медіана — 45 268), а середній дохід на одну сім'ю — 65 726 доларів (медіана — 54 659). За межею бідності перебувало 13,3 % осіб, у тому числі 13,9 % дітей у віці до 18 років та 3,9 % осіб у віці 65 років та старших.
Цивільне працевлаштоване населення становило 996 осіб. Основні галузі зайнятості: освіта, охорона здоров'я та соціальна допомога — 23,7 %, роздрібна торгівля — 15,6 %, будівництво — 13,8 %.